# エリーザベト・フォン・ブラウンシュヴァイク＝ヴォルフェンビュッテル (1593-1650)
エリーザベト・フォン・ブラウンシュヴァイク＝ヴォルフェンビュッテル（ドイツ語：Elisabeth von Braunschweig-Wolfenbüttel, 1593年6月23日 - 1650年3月25日）は、ザクセン＝アルテンブルク公ヨハン・フィリップの妃。

## 生涯
エリーザベトはブラウンシュヴァイク＝ヴォルフェンビュッテル公ハインリヒ・ユリウスとその2番目の妃エリサベト・ア・ダンマークの娘としてヴォルフェンビュッテルで生まれた。
1612年1月1日にドレスデンにおいて、ザクセン選帝侯クリスティアン1世の息子でナウムブルク総督のアウグスト・フォン・ザクセン（1589年 - 1615年）と結婚した。しかしアウグストは3年後に26歳で死去した。
1618年10月25日にアルテンブルクにおいて、エリーザベトはザクセン＝アルテンブルク公ヨハン・フィリップと再婚した。
1650年3月25日にアルテンブルクにおいてエリーザベトは死去し、アルテンブルクの兄弟教会に埋葬された。エリーザベトはその教会に杯を寄贈している。エリーザベトはアルベルティン家とエルネスティン家の両方に嫁いだが、その座右の銘は「私のすべての喜びは神にあります」であった。エリーザベトを刻した楕円形の金のドゥカートは、表面にはエリーザベトの肖像が、裏面には王冠をかぶった「E」が刻まれている。エリーザベトは「高潔の会」（実りを結ぶ会の女性版）の一員であり、「敬虔な人（Die Fromme）」という名を用いた。

## 子女
2番目の夫ザクセン＝アルテンブルク公ヨハン・フィリップとの間に1女が生まれた。
- エリーザベト・ゾフィア（1619年 - 1680年） - 1636年にザクセン＝ゴータ公エルンスト1世と結婚